# Jawaharlal Nehru

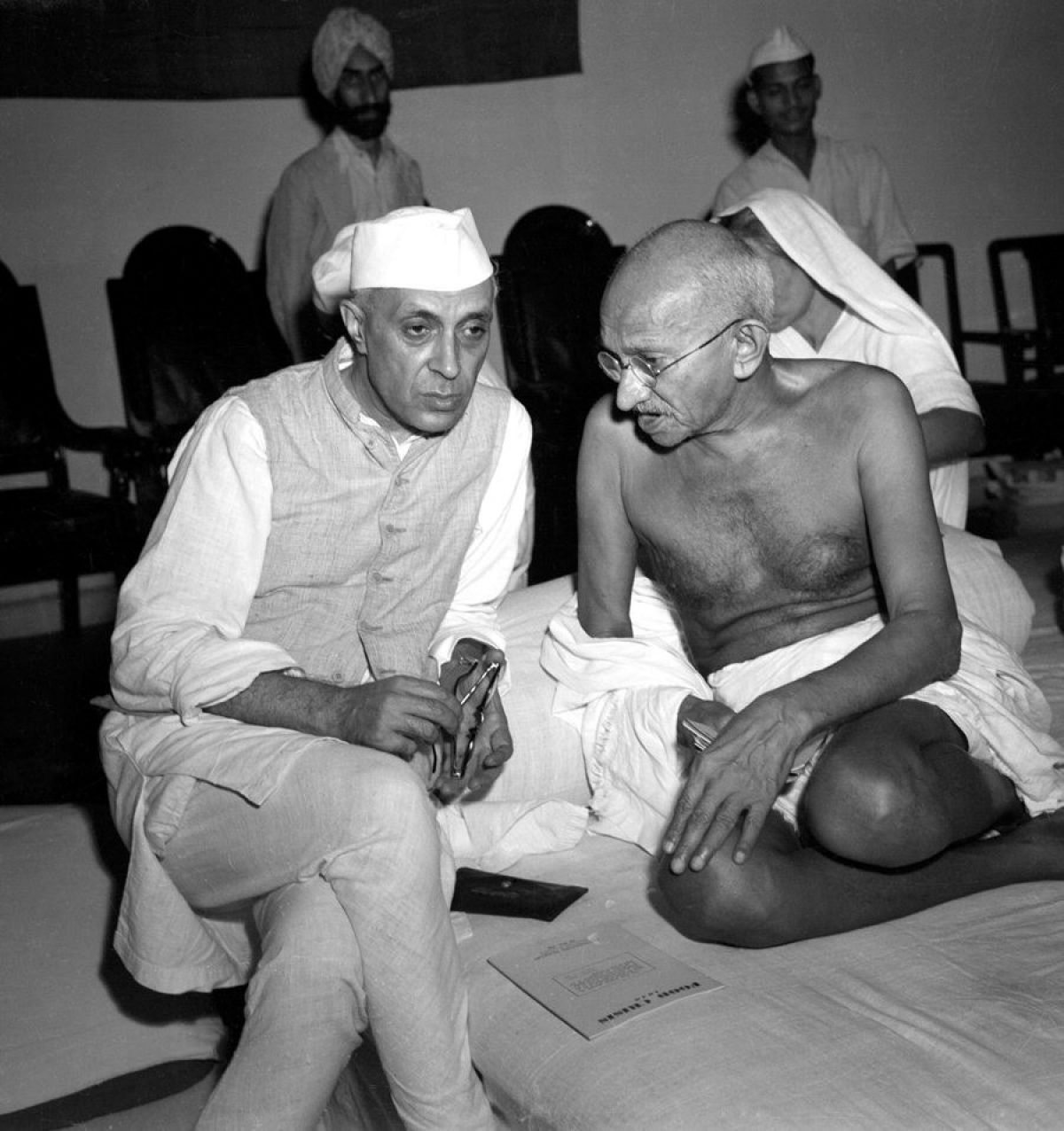
Jawaharlal Nehru och Mahatma Gandhi, 1946.

Jawaharlal Nehru, född 14 november 1889 i Allahabad, Uttar Pradesh, död 27 maj 1964 i Delhi, var en indisk självständighetsaktivist och politiker. Han var Indiens förste premiärminister, 1947–1964. Nehru var son till politikern Motilal Nehru (1861–1931) och hans mor var Swarup Rani Nehru (1868–1938). Han var av brahminsk släkt (kasten kashmiri pandit), men ansåg sig inte tillhöra någon religion. Nehru var far till Indira Gandhi och morfar till Rajiv Gandhi. Båda blev premiärministrar i Indien.

## 1889–1918
Jawaharlal Nehru var son till en framstående ledare för Kongresspartiet, Motilal Nehru, och hans familj tillhörde den högsta indiska kasten, brahminerna. Som ung utbildade Nehru sig i England från 1905 till 1912, vid Harrow, Trinity College i Cambridge   och slutligen Inner Temple, där han avlade engelsk juridisk examen. Efter återkomsten till Indien 1912 slog han sig ned som advokat i Allahabad.
Engelska hade varit samtalsspråket i familjen när han växte upp. Detta, tillsammans med brittiska privatlärare i hemmet följda av sju års studier i England, gjorde att han behärskade engelska mer än något annat språk och ogillade därför att hålla offentliga tal på hindi eller andra indiska språk.
Han blev tidigt varm anhängare av Gandhi och organiserade en hinduisk ungdomsrörelse. Han anslöt sig till den indiska självständighetsrörelsen. Under åren i England hade Nehru influerats starkt av akademisk radikalism och skepticism. Han hade även tagit intryck av fabiansk socialism, irländsk nationalism och brittisk parlamentarism. År 1916 gifte han sig med Kamala Kaul.

## 1918–1937
1917 fick paret sitt enda barn, dottern Indira Priyadarshini, som senare skulle bli Indiens första kvinnliga premiärminister. 1919 blev Nehru medlem i Indian National Congress (Kongresspartiets föregångare) och efterträdde sin far år 1929 som ordförande för Kongresspartiet. I frigörelsekampen anslöt sig Nehru 1919 till Mahatma Gandhis handlingsinriktade icke-våldsprogram, med vissa reservationer. Under 1930-talet deltog Nehru i bildandet av rörelsens vänsterflygel, Congress Socialist Party, men förblev ändå Gandhi trogen och verkade hela tiden för ett självständigt och enat Indien. Under förhandlingarna om Indiens konstitution 1935 krävde Nehru full självständighet för landet. Han hade utvecklat sig till häftig motståndare till den brittiska imperialismen och samtidigt givit sin åskådning en antikapitalistisk udd. Hans engagemang i rörelsen gjorde att han nio gånger fängslades av myndigheterna i Brittiska Indien och han tillbringade en stor del av dessa år i fängelse. Under dess perioder författade en rad böcker. I fångenskap skrev han världshistoria i brevform (Glimpses of World History) till sin dotter Indira. Han förlorade både sin far och sin hustru under denna period.

## 1937–1947
År 1939 valdes Nehru till ordförande för All-India States' Peoples' Conference, en politisk organisation för representanter för de många furstestaterna i Indien. Vid förhandlingarna 1942 med Sir Stafford Cripps spelade Nehru en framträdande roll.  I augusti 1942 fängslades han åter för sin roll i Quit India-kampanjen. Han släpptes ur fångelset i juni 1945.  I juli 1946 bildade han Indiens första regering, i en situation där motståndet mot All-India Muslim League ökade. Förbundets kamp för en egen stat ledde till bildandet av ett självständigt Pakistan 1947. I september 1946 blev Nehru vicepresident och utrikesminister i vicekonungens exekutiva råd, den indiska interimsregeringen. Medan många kongresspolitiker blundade för den internationella politikens problem, följde Nehru världshändelserna och tog tidigt ställning mot fascismen och nazismen. När den första premiärministern skulle utses stod det mellan Nehru och Sardar Patel, en annan av Gandhis lärjungar. Nio av de femton provinsråden röstade för Patel, men på Gandhis uppmaning drog sig Patel tillbaka. Sedan Storbritannien 1947 hade beslutat att bevilja Indien självständighet och Kongresspartiet hade uppgivit sitt motstånd mot landet delning, blev Nehru i augusti 1947 premiär- och utrikesminister i Indiska unionen.

## 1947–1964
Uppgiften att skapa en ny stat tog honom helt i anspråk. Under senare år försökte Nehru att spela en förmedlande roll mellan västmakterna och den kommunistiska världen.
Då Indien blev självständigt 1947, blev Nehru den nya republikens förste premiär- och utrikesminister. I inrikespolitiken verkade Nehru för ett enat, sekulariserat och demokratiskt Indien med planhushållning och satsningar på industrialisering och sociala framsteg. Nehru tjänstgjorde som Indiens premiärminister i arton år i rad, fram till sin död. Nehru dog den 27 maj 1964 av en hjärnblödning, följd av en hjärtattack. Han kremerades vid stranden av floden Yamuna.

## Nehrus politik
Nehrus höga ambitioner infriades inte, men han lyckades hålla samman det olikartade Indien, genomförde en del sociala reformer samt slog vakt om demokratiska fri- och rättigheter. Utrikespolitiskt försökte han balansera mellan stormakterna och samtidigt företräda utvecklingsländernas intressen. Han tvingades avsätta stora summor till försvaret på grund av konflikterna med grannlandet Pakistan, och 1962 led han ett svårt utrikespolitiskt bakslag, då Kina invaderade norra Indien. Nehru uppgav att han inte var en anhängare av de väpnade styrkorna, men att hans inrikesminister, Sardar Patel, använde den indiska armén för att säkra Hyderabad i september 1948 och senare det portugisiskt styrda Goa i december 1961.

## Ekonomisk politik
Jawaharlal Nehru var fascinerad av Sovjetunionens 5-årsplaner och försökte införa detsamma i Indien. Samtidigt ville han inte avskaffa kapitalismen, utan ville ha en "demokratisk socialism" som kombinerade socialism och kapitalism. För att uppnå detta såg han till att staten hade en roll i så många projekt som möjligt, samtidigt som han försökte se till att den ekonomiska tillväxten som följde var jämnt fördelad.  Nehru utformade ett agrarsocialistiskt program under visst inflytande av det sovjetryska systemet.
Hans ekonomiska politik förväxlas ofta med hans dotters. Som premiärminister stod Indira Gandhi längre ut på den politiska vänsterkanten än sin far. Nehrus politik utformades vid en tidpunkt då det inte förekom några betydande överföringar av kapital och teknik från andra länder, och han var därför tvungen att anpassa sig till detta. Mycket av den kritik som riktas mot honom utgår från dagens kapitalflöden och är därför ofta orättvis.

## Offentlig förvaltning
Nehru spelade en viktig roll i uppbyggnaden av Indiens offentliga förvaltning. Rättsväsendet blev snabbt känt för att vara ansvarsfullt och rättvist, ett tillstånd som enligt många inte blev bestående.
Han lade grunden för Indiens utbildningsprogram, kärnkraftsprogrammet, rymdprogrammet, en enorm expansion av järnvägsnätet och en stor läkemedelsindustri.

## Utrikespolitik
Nehru har, särskilt efter sin död, kritiserats av indiska nationalister. De anser att han var för svag och återhållsam mot Pakistan och Kina. Både nederlaget i kriget mot Kina i oktober 1962 och problemen med gränsdragningen mot Pakistan lyfts fram som punkter där man kan anklaga på honom för svaghet. Han dog när kritiken var som värst efter kriget mot Kina och han var en fallande stjärna i politiken när han gick bort.
Huvudfilosofin i hans utrikespolitik var att han inte ville att Indien skulle associera sig med varken öst- eller västblocken. Han blev därför grundare och ledare för den alliansfria rörelsen.
Till Pakistan insisterade han på att Indien skulle ha kontroll över Kashmir, en konflikt som fortfarande pågår. Detta resulterade i det första Kashmirkriget (1947–1949).
Under det kalla kriget, den 27 november 1964, vädjade Nehru till USA och Sovjetunionen att upphöra med kärnvapenprov och att påbörja nedrustningen av kärnvapen.